# أكل لحوم البشر (فلم)
أكل لحوم البشر (بالإسبانية: Caníbal) هو فيلم إثارة إسباني - روماني من إخراج مانويل مارتين كوينكا وبطولة أنطونيو دي لا تور، ماريا ألفونسا روسو وأوليمبيا ميلينت، صدر الفيلم في إسبانيا في 11 نوفمبر 2013.

## روابط خارجية
- الموقع الرسمي
- مقالات تستعمل روابط فنية بلا صلة مع ويكي بيانات

لا توجد روابط لمواقع التواصل الاجتماعي.